# Росла
Росла (нім. Roßla) — село та колишній муніципалітет у Німеччині, розташоване в землі Саксонія-Анхальт, в окрузі Мансфельд-Зюдхарц. З 1 січня 2010 року входить до складу муніципалітету Зюдгарц.

## Історія

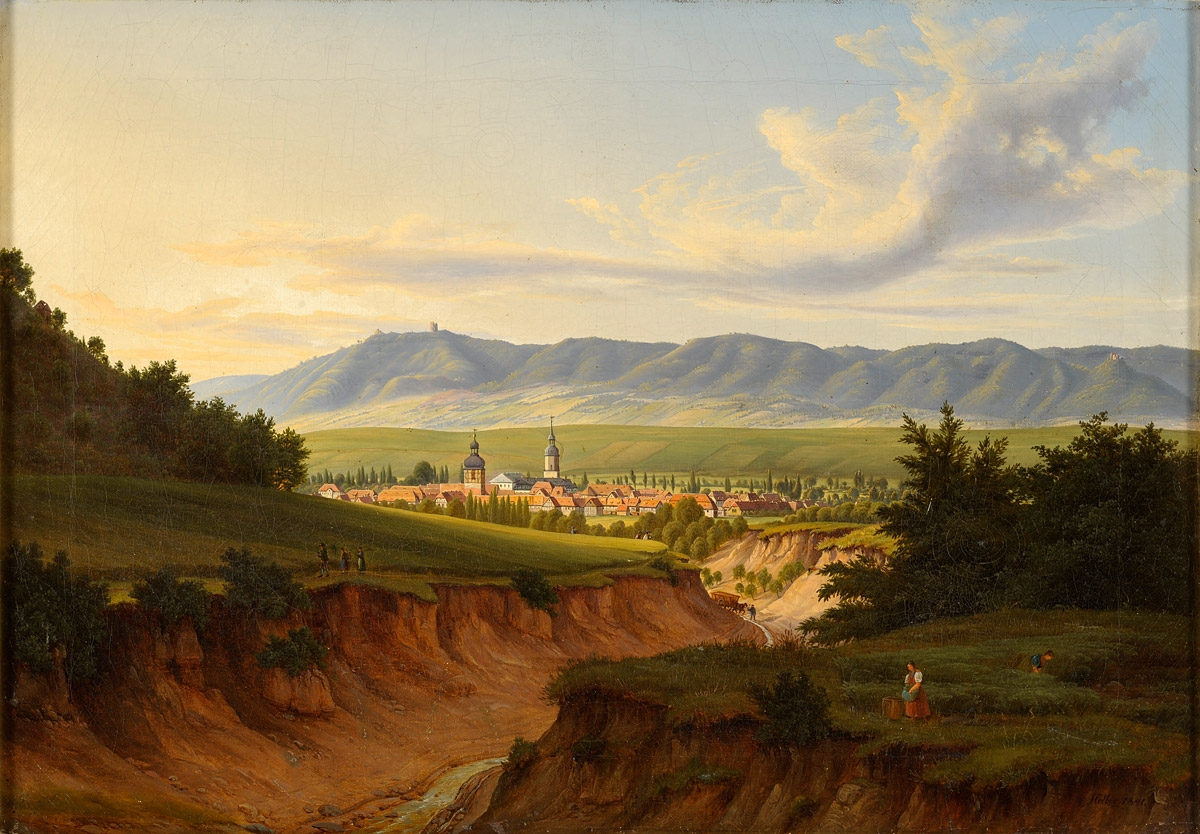
Вид на Рослу. 1841 рік

Колись незалежний муніципалітет Росла, що був невеликим сільським центром, вперше згадується в документі від 15 вересня 996 року. Цим документом імператор Оттон III подарував поселення Росла монастирю Келії Св. Кіліана (Вюрцбурзька єпархія). Поселення розташоване у районі, відомому як Золоті луки (нім. Goldene Aue).
В 1706—1803 роках Росла була резиденцією Штольберг-Росласького графства.
12 квітня 1945 року Росла була окупована американською армією і включена до радянської окупаційної зони на початку липня. Наприкінці Другої світової війни в замок у Рослі приїхала Герміна Ройсс-Грайцька, (Ройсс старшої лінії), вдова останнього німецького імператора Вільгельма II. Після втечі з Сілезії її прийняла молодша сестра Іда, принцеса Штольберг-Росласька. У жовтні 1945 року майно її чоловіка Крістофа Мартіна Штольберг-Росласького було експропрійовано, а його самого вигнано із замку та інтерновано разом із сім’єю в табір Торгау. Тижнем пізніше затримали вдову-імператрицю Герміну, яка померла під час радянського інтернування у Франкфурті-на-Одері в 1947 році.